# مساحة سلبية (فن)

إن مزهرية روبن عبارة عن وهم بصري تشكل فيه المساحة السلبية حول المزهرية صورًا ظلية لوجهين بشكل جانبي، وهو مثال معروف على انعكاس الشكل والأرض من خلال التركيز على تلك المساحة السلبية.

يعرض شعار فيديكس سهمًا بين الحرفين E و x. لا يكون التأثير في صورة ظلية كاملة، فهو رقيق وقد لا يتم ملاحظته.

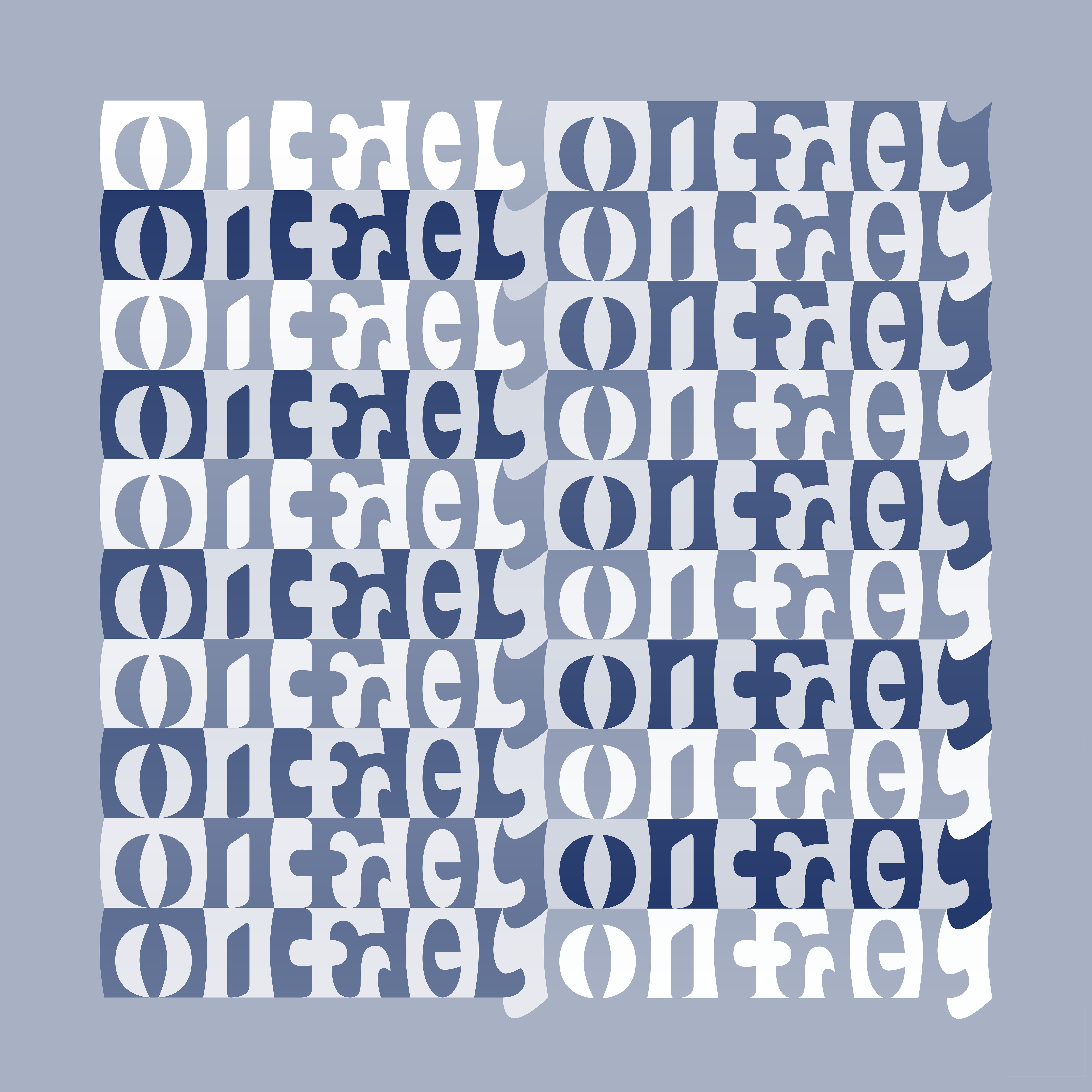
اسم "ميشيل أونفراي" في الفضاء السلبي، مع تشكيل اللقب من خلال حروف الاسم الأول، وبشكل متبادل.

في الفن والتصميم، المساحة السلبية هي المساحة الفارغة حول وبين موضوع أو موضوعات الصورة. قد يكون الفضاء السلبي أكثر وضوحًا عندما يشكل الفضاء المحيط بموضوع ما، وليس الموضوع نفسه، شكلاً مثيرًا للاهتمام أو ذا صلة فنية، ويتم استخدام هذا الفضاء أحيانًا للتأثير الفني باعتباره الموضوع "الحقيقي" للصورة.

## ملخص
يعد استخدام المساحة السلبية عنصرًا أساسيًا في التكوين الفني. يتم استخدام الكلمة اليابانية "ma" أحيانًا لهذا المفهوم، على سبيل المثال في تصميم الحدائق. أو في التركيب، المساحة الإيجابية لها وزن بصري أكبر بينما المساحة المحيطة - الأقل أهمية بصريًا - تعتبر مساحة سلبية.
في الصورة ذات اللونين الأبيض والأسود، يتم عادةً تصوير الهدف باللون الأسود وترك المساحة المحيطة به فارغة (أبيض)، وبالتالي يتم تشكيل صورة ظلية للموضوع. عكس النغمات بحيث تتم طباعة المساحة المحيطة بالموضوع باللون الأسود ويتم ترك الموضوع نفسه فارغًا، ومع ذلك، يؤدي إلى ظهور المساحة السلبية أثناء تكوين أشكال حول الموضوع. وهذا ما يسمى الانعكاس على الأرض.
في التصميم الجرافيكي للمواد المطبوعة أو المعروضة، حيث يكون التواصل الفعال هو الهدف، قد يكون استخدام المساحة السلبية أمرًا بالغ الأهمية. ليس فقط داخل الطباعة، ولكن في موضعها فيما يتعلق بالكل. وهذا هو الأساس الذي يجعل الطباعة بالأحرف الكبيرة والصغيرة دائمًا أكثر وضوحًا من استخدام جميع الأحرف الكبيرة. تختلف المساحة السلبية حول الحروف الصغيرة، مما يسمح للعين البشرية بتمييز كل كلمة بسرعة كعنصر مميز واحد، بدلاً من الاضطرار إلى تحليل الكلمات الموجودة في سلسلة من الحروف التي تقدم جميعها نفس الملف الشخصي العام كما هو الحال في جميع الأحرف الكبيرة. نفس الاستخدام الحكيم للمساحة السلبية يدفع فعالية التصميم بأكمله. نظرًا للتاريخ الطويل لاستخدام الحبر الأسود على الورق الأبيض، فإن "المساحة البيضاء" هي المصطلح الذي يُستخدم غالبًا في الرسومات لتحديد نفس الفصل.
عناصر الصورة التي تصرف الانتباه عن الموضوع المقصود، أو في حالة التصوير الفوتوغرافي، الكائنات الموجودة في نفس المستوى البؤري، لا تعتبر مساحة سلبية. يمكن استخدام المساحة السلبية لتصوير موضوع ما في وسيط مختار من خلال إظهار كل شيء حول الموضوع، ولكن ليس الموضوع نفسه. استخدام المساحة السلبية سوف ينتج صورة ظلية للموضوع. في أغلب الأحيان، يتم استخدام المساحة السلبية كخلفية محايدة أو متباينة لجذب الانتباه إلى الموضوع الرئيسي، والذي يشار إليه بعد ذلك باسم المساحة الإيجابية. في التصوير الفوتوغرافي، قد تشير المساحة السلبية أيضًا إلى نوع من الظلال تسمى الظلال سريعة الزوال. هنا، يتم استخدام الإضاءة للتعبير عن وجود مساحة غير مرئية.

## استخدامات
يعتبر الكثيرون أن مراعاة وتحسين التوازن بين المساحة السلبية والمساحة الإيجابية في التركيب يعزز التصميم. إن مبدأ التصميم الأساسي هذا، ولكن الذي يتم تجاهله غالبًا، يمنح العين "مكانًا للراحة"، مما يزيد من جاذبية التركيبة من خلال وسائل خفية.
قد يكون استخدام المساحة السلبية في الفن مشابهًا للصمت في الموسيقى، ولكن فقط عندما يتم وضعه جنبًا إلى جنب مع الأفكار الموسيقية المجاورة. على هذا النحو، هناك فرق بين الصمت الخامل والصمت النشط في الموسيقى، حيث يكون الأخير أكثر تشابهًا مع الفضاء السلبي في الفن.
المساحة السلبية في الفن، والتي يشار إليها أيضًا باسم "الفضاء الجوي"، هي المساحة المحيطة بالأشياء وفيما بينها. بدلاً من التركيز على رسم الكائن الفعلي، بالنسبة لرسم الفضاء السلبي، يكون التركيز على ما بين الكائنات. على سبيل المثال، إذا كان أحدهم يرسم نباتًا، فإنه يرسم المسافة بين الأوراق، وليس الأوراق الفعلية. تتطلب هذه التقنية من المرء أن ينسى المعنى المفاهيمي لجسم ما ويجبره على الملاحظة من خلال الأشكال، بدلاً من رسم ما قد يعتقده أن شكل الكائن.
يتم استخدام المساحة السلبية مع الأشكال الغامقة والفسيفساء لعرض الكلمات أو الصور في اتجاهات مختلفة بعد التدوير (بطريقة أو بأخرى اعتمادًا على تماثل الصورة).

## أنظر أيضا
- التكوين (الفنون البصرية)
- الشكل – الأرض (الإدراك)
- ma (مساحة سلبية)
- نوع عكسي
- المسافة (علامات الترقيم)

## روابط خارجية
- الفضاء السلبي. فن الفضاء السلبي: محاولة لسرد قصة من خلال الرسم التوضيحي.
- فن الفضاء السلبي: 15 أمثلة مذهلة